# 그림자 사랑
"그림자 사랑"은 1958년 공개된 대한민국의 영화이다.

## 배역
- 최무룡
- 윤일봉
- 김진규
- 백광
- 이향자